# Autographa pseudogamma
Autographa pseudogamma är en fjärilsart som beskrevs av Augustus Radcliffe Grote 1875. Autographa pseudogamma ingår i släktet Autographa och familjen nattflyn. Inga underarter finns listade i Catalogue of Life.